# Sustar
Sustar (Shûshtar, perzsa nyelven: شوشتر) ókori erődváros Khuzestan tartományban, Délnyugat-Iránban. Becsült népessége a 2005. évi adatok szerint 89 255 volt.

## Története
A város Perzsiának Szúza után a legősibb, az i. e. 2. évezred, az elámi idők óta lakott települése.
Sustar I. Dareiosz, majd a Szasszanidák, I. Ardasír és I. Sápúr uralkodása alatt élte fénykorát. Később rablók, katonák fosztogatták, a 19. század elején pedig  a járványok pusztították.
Sustar, a Karun folyó melletti dombra épült. A Szászánida-korszakban Sustar egy szigetváros volt, a Karun folyó és a mesterségesen épített csatornák a várost szigetként ölelték körül. A csatornákon át a városba vezető hidakat kapuk zárták el a keleti, nyugati és déli oldalon, és földalatti csatornarendszerek, katakombák (Ganthas) csatlakoztak a folyóhoz, melyek víztárolókul és öntözésre szolgáltak.
Ez a komplex rendszer közlekedőedényszerűen működött. A várost gyakran nevezték Kelet Velencéjének. A város lakói az e vidéken nyáron és ősszel gyakran 50 fokot is elérő hőség elől sokszor az alagútrendszerrel összekötött föld alatti katakombákba menekültek.
Egyedülálló (hidraulikus) csatornarendszere miatt Sustar ma a világörökség része.
Régi lakóházai, ősi várának maradványai, és a Szászánida-korból megmaradt hídja és gátrendszere ma is idegenforgalmi látványosság.

## Nevezetességek
- Gátrendszer
- Ősi hídjának és várának maradványai